# Liste der Monuments historiques in Plaisance-du-Touch
Die Liste der Monuments historiques in Plaisance-du-Touch führt die Monuments historiques in der französischen Gemeinde Plaisance-du-Touch auf.

## Liste der Bauwerke
| Bezeichnung            | Beschreibung                           | Standort                        | Kennzeichnung | Schutzstatus | Datum | Bild           |
| ---------------------- | -------------------------------------- | ------------------------------- | ------------- | ------------ | ----- | -------------- |
| Château des Vitarelles | Schloss, erbaut im 14./18. Jahrhundert | 45, route des Vitarelles (Lage) | PA00125569    | Inscrit      | 1993  | weitere Bilder |
| Kirche St-Barthélémy   | Erbaut im 14. Jahrhundert              | (Lage)                          | PA00094421    | Inscrit      | 1926  | weitere Bilder |
| Brücke über den Touch  | Erbaut im 18. Jahrhundert              | Rue du Docteur Armaing (Lage)   | PA00094422    | Inscrit      | 1926  |                |